# Texugo-japonês
O texugo-japonês (Meles anakuma) é uma espécia de carnívoro da família Mustelidae. É endêmica do Japão e pode ser encontrada nas regiões de: Honshu, Kyushu, Shikoku e Shodoshima. Ela compartilha o gênero Meles com os texugos asiáticos e texugos europeus.

## Descrição

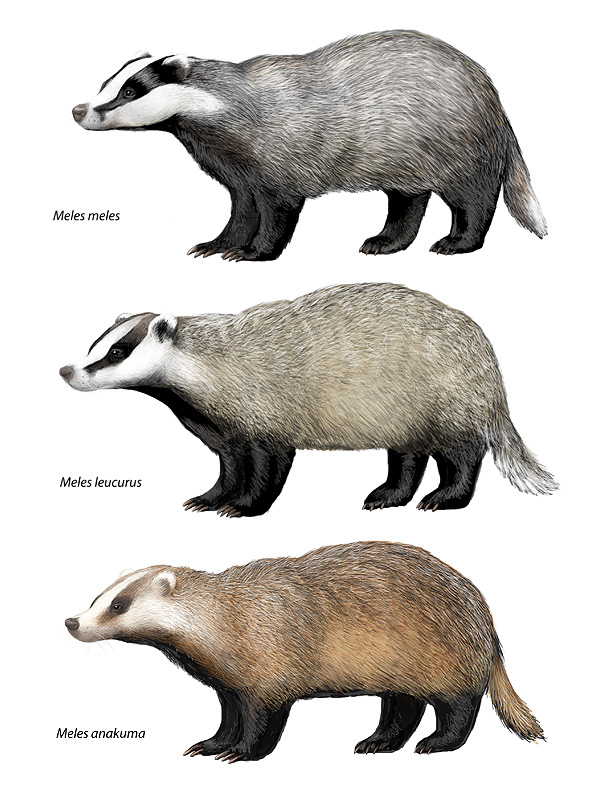
Comparação ilustrativa do texugo-europeu (topo), texugo asiático (centro), e texugo japonês (baixo)

Texugos-japoneses são pequenos (em média 79 cm para os machos e 72 cm para as fêmeas) O comprimento da cauda é entre 14 cm e 20 cm. Adultos pesam geralmente entre 4 à 8 . O tronco deles é contundente e os membros são curtos, os pés dianteiros estão equipados com poderosas garras de escavação e as patas traseiras são menores do que as patas dianteiras. O revestimento superior tem um longo cabelo cinza amarronzado. O rosto tem listras brancas e marrons, porém não são tão distintas das do texugo europeu. A cor preta é concentrada em volta de seus olhos e o crânio é menor do que o do texugo europeu.

## Hábitos
Texugos-japoneses tem hábitos noturnos e hibernam durante os meses mais frios do ano. A partir dos dois anos de idade, texugos japoneses do sexo feminino acasalam e dão origem a ninhadas de dois ou três filhotes na primavera (Março-Abril). Texugos japoneses costumam ser mais solitários que os texugos europeus, eles não se agregam em clãs sociais e durante a época de acasalamento os texugos machos ficam com duas a três femeais. 

## Habitats
Texugos-japoneses são encontrados em uma variedade enorme de habitats florestais no Japão.

## Dieta
Texugos-japoneses tem uma dieta onívora que incluí vermes, besouros, bagas e caquis

## Ameaças
Embora eles continuem a ser comuns, sua gama diminuiu ao longo dos anos, atualmente eles ocupam 29% do país, uma área que diminuiu sete por cento ao longo dos anos. Os motivos os quais estão desaparecendo são a expansão agrícola e a concorrência de guaxinins. A caça é legal, mas vem a diminuir ao longo dos anos desde a década de 1970.